# Свети Трима светители (Яш)
„Трима светители“ (на румънски: Mănăstirea Sfinții Trei Ierarhi din Iași), е православен манастир в Яш, Румъния.
Манастирът е в списъка на чакащите за одобрение като обект на световното наследство в Румъния на ЮНЕСКО.
Църквата с целия манастирски комплекс около нея е издигната между 1637 и 1639 години в тогавашната молдовска столица в чест на тримата светители на православната вяра (Василий Велики, Григорий Богослов и Йоан Златоуст) и е осветена от местния молдовски епископ Варлаам. През 1640 г., княз Василий Лупу, всеизвестен защитник и покровител на православната вяра и църква открива в манастира първата печатница в Молдавия и още по-известния Василиевски духовен колеж, прераснала в Княжеска академия на Яш (1707-1821) и обърната днес в Яшки университет.
Манастирската църква е посветена от българина Василий Лупу на 20-те манастира на Атон.  В нея са донесени през 1641 г. от Константинопол специално за целта по свикания Яшки синод - мощите на Света Петка Българска (жената покровител на българите и Втората българска държава). Предходно, през 1638 г., гръцкият етнарх и вселенски патриарх Кирил Лукарис е потопен в Босфора от еничарите. Своеобразното наказание в торбата, му е наложено заради ерес и държавна измяна, като той е издаден на правоверните от йезуитите.
В двора на манастира пред църквата и мощите на Света Петка Българска се провежда всеправославния и светлейши Яшки събор на който е препотвърден Символа на вярата с Изповед на вярата.
В двора на църквата са погребани Димитрие Кантемир (1673-1723) и Александру Йоан Куза - първият владетел на Обединено княжество Влашко и Молдова (1859-1866).
Архитектурата на храма е уникална, изключително смела за времето си и еклектична. Съчетава в себе си готика, ренесанс и многобройни ориенталски стилажи в декорацията. Крайният резултат е изключително майсторско постижение на изкуството. В готическата зала на манастира се намира религиозен музей на изкуството. Камбанарията на манастира е издигната Василий Лупу и на нея е инсталиран огромен часовник, който е и първия такъв за обществено ползване на териториите на Влашко и Молдова (1654).  През 1882 г. при реставрацията му целия часовников механизъм е разглобен и транспортиран до Франция, където ѝ остава в музейна експозиция до днес.